# Djurgårdsnätter
Djurgårdsnätter är en svensk komedifilm från 1933 i regi av Gösta Rodin.

## Handling
Historien kretsar kring en samling varietéartister. En kassaskåpsstöld ställer till det för alla inblandade.

## Om filmen
Filmen spelades in sommaren 1933 hos AB Europa Studio i Sundbyberg samt på Djurgården i Stockholm. Den hade premiär 30 september 1933 och är barntillåten. Filmen har även visats på SVT och TV4 Film. Men även på TV4 Guld den 9 juli 2021, den 25 mars 2023 och den 13 januari 2024.

## Rollista
- Erik Berglund – Ludvig "Ludde" Haglund
- Björn Berglund – Gunnar Haglund
- Sture Lagerwall – Nisse Rosell
- Anne-Marie Brunius – Greta Winkler
- Aurora Åström – Mary
- Nils Lundell – Sebastian Benson
- Georg Rydeberg – Henrik
- Aina Rosén – Betty
- Carl Barcklind – John Winkler
- Nils Wahlbom – Viktor Nilsson
- Lisskulla Jobs – Dolly Perrin
- Gösta Gustafson – Petterson
- Olof Sandborg – domaren

### Ej krediterade
- Thure Alfe – åklagaren
- Erik Rosén – försvarsadvokat
- Julia Cæsar – skvallertant
- Mona Geijer-Falkner – skvallertant
- Bertil Berglund – advokat
- Britta Vieweg – kassörska
- Astrid Bodin – åskådare

## Musik i filmen
- Djurgårdsnätter, kompositör Fred Winter, text Guido Valentin, sång Folke Andersson
- Opp Amaryllis, vakna min lilla (Fiskafänget), kompositör och text Carl Michael Bellman, sång Erik "Bullen" Berglund
- Fjäriln vingad syns på Haga, kompositör och text Carl Michael Bellman, instrumental.
- Vila vid denna källa (Oförmodade avsked, förkunnat vid Ulla Winblads frukost en sommarmorgon i det gröna), kompositör och text Carl Michael Bellman, instrumental.
- En liten månskenspromenad , kompositör Fred Winter, text Eskil Eriksson, instrumental.
- Le carnaval des animaux. Le cygne (Djurens karneval. Svanen), kompositör Camille Saint-Saëns, instrumental.
- Tänk om gamla Djurgår'n kunde tala, kompositör Fred Winter, instrumental.
- Undan ur vägen, se hur profossen med plymager (Rörande Mollbergs paradering vid korporal Bomans grav), kompositör och text Carl Michael Bellman, instrumental.
- Ingen kan kyssa som du, kompositör och text Carl Ekberg, instrumental.
- Ja, må han leva!, instrumental.